# Betschdorf
Betschdorf település Franciaországban, Bas-Rhin megyében. Lakosainak száma 4212 fő (2022. január 1.). Betschdorf Haguenau, Hoffen, Leutenheim, Rittershoffen, Soultz-sous-Forêts és Surbourg községekkel határos.

## Népesség
A település népességének változása:
| Lakosok száma | 4119 | 4113 | 4185 | 4161 | 4185 | 4183 | 4192 | 4192 | 4212 |
|               | 2013 | 2015 | 2016 | 2017 | 2018 | 2019 | 2020 | 2021 | 2022 |